# Aspilota univoca
Aspilota univoca är en stekelart som beskrevs av Sergey A. Belokobylskij 2007. Aspilota univoca ingår i släktet Aspilota och familjen bracksteklar. Inga underarter finns listade.